# Holzäpfeltal
Das Holzäpfeltal ist ein Seitental der Salza in den Ybbstaler Alpen der Steiermark und Ort der Gemeinde Wildalpen im Bezirk Liezen.

## Geographie
Das Holzäpfeltal liegt in der Nordoststeiermark und erstreckt sich vom Gemeindehauptort ostwärts zum Kräuterinmassiv nahezu parallel zum nur wenig südlich mäandrisch verlaufenden Salzatal in die südlichen Lassingalpen.
Der Holzäpfeltalbach (auch Holzäpfelbach) entspringt als Hochstadlgraben am Nordwestabhang des Kräuterinmassivs, auf etwa 1655 m ü. A. unterhalb des Graskogels (1742 m ü. A.), noch auf Gußwerker Gemeindegebiet. Nach 3½ Kilometern vereinigt er sich, schon am Fuß der Kräuterin auf 739 m ü. A., mit dem Ennsleitengraben, der nördlicher vom Froschbauersattel am Kleinen Kreuzberg (1367 m ü. A.) kommt. Bis dahin hat er mit Hennluckengraben, Schartergraben und Weißgraben links drei weitere Gerinne der Kräuterin-Nordwestflanke aufgenommen.
Ab hier fließt der Holzäpfeltalbach über etwa 5 Kilometer in einem stark verschotterten Sohlental und nimmt links Kaltergraben, Schifterkogelgraben und Scheidergraben auf. Dieser Flussabschnitt ist der Ort Holzäpfeltal. Er liegt als Rotte den Bach entlang und umfasst auch die Ortslagen Musel, Casari und das heute unbewohnte Christerbauer, insgesamt 34 Gebäude mit Adresse, wobei die bachabwärtigen Häuser (bei Musel) direkt an Hopfgarten grenzen. Bewohnt ist nurmehr die untere Talhälfte.
Bei Musel nimmt der Bach von rechts den Hopfgartenbach, seinen größten Zufluss auf, und wird ab hier auch Lassing genannt.
Es mündet noch der Bach Jägertal von Norden, und nach weiteren 700 m und insgesamt ca. 9 km Lauf mündet der Holzäpfeltalbach im Ort Wildalpen in die Salza.
Im Norden liegt mit Scheinberg (943 m ü. A.), Weittalkogel (949 m ü. A.), Krumpenkogel (1098 m ü. A.) und Baumkogel (1105 m ü. A.) ein waldiger Ausläuferzug des Kräuterinstocks, im Süden läuft der Kräuterin-Hauptgrat von Hauptgipfel Hochstadl (1919 m ü. A.) über Kleinen Hochstadl (1835 m ü. A.), Kräuterspitze (1726 m ü. A.), Mauerkögel (1049 m ü. A.) und Mitterberg (978 m ü. A.) gegen Wildalpen aus und trennt das Holzäpfeltal vom Salzatal.
Das gesamte Einzugsgebiet des Bachsystems umfasst etwa 23 Quadratkilometer, das direkte Einzugsgebiet, also das Holzäpfeltal selbst, 16,9 km².
Nachbarorte
| Hopfgarten | Reichl                                      |                                    |
|            | Kompassrose, die auf Nachbargemeinden zeigt | (Kräuterin) Rotmoos (Gem. Gußwerk) |
| Wildalpen  | Brunn                                       |                                    |

## Geologie
Das Tal erstreckt sich in der Göller-Decke, einer Teildecke des
kalkalpinen Ötscher-Deckensystems (Mittel- und Obertrias, 245–230 ma), mit Wettersteinkalk und Hauptdolomit im Süden, getrennt durch geringmächtigen Reingrabener Schiefer. Im Süden läuft die teils steil stehende Störung SEMP-Linie (Salzach–Ennstal–Mariazell–Puchberg) WSW-ONO-steichend durch. Verbreitet finden sich Brekzien des Quartärs, die als postpleistozän, gegen Ende der Würmvereisung, eingestuft werden.

## Geschichte und Natur
Mit dem Aufschwung der Eisenindustrie um den Erzberg, und dessen Ressourcenbedarf an Holz, begann man auch im Salzatal ab der frühen Neuzeit mit intensivem Holzeinschlag. Erste Berichte über unkontrollierte Waldverwüstungen im Wildalpener Raum datieren in das Jahr 1627. Die Innerberger Hauptgewerkschaft intensivierte den Forstbau im späteren 17. Jahrhundert.
1889 wurde die Forstverwaltung Wildalpen von der Alpine-Montangesellschaft, der Nachfolgerin der Innerberger Hauptgewerkschaft, dem Steiermärkischen Religionsfonds verkauft.
Seinerzeit war der Wald weitgehend gerodet und kaum wiederbestockt, und Bodenerosion durch Verkarstung wurde zum Problem. 1903 war der Talboden schon fast vollständig verschottert, 1930 mussten die hintersten Höfe im Tal geräumt und die Bewohner umgesiedelt werden.
In den Jahren 1952–54 errichtete die Österreichische Wildbachverbauung beim aufgelassenen Christerbauer eine umfangreiche Geschiebestausperre (Christerbauersperre), die aber 1960 schon vollständig verlandet war, und zu dieser Zeit erhöht und mit einer weiteren Sperre flussaufwärts ergänzt wurde. Durch die Windwurfkatastrophe 1966 verschärfte sich die Situation trotz Wiederaufforstungsbestrebungen. Heute dominieren Kalk-Buchen- und Fichten-Tannen-Buchen-Wälder, mit einem forsttypisch zu hohem Fichtenanteil, an Buchenstandorten ebenso wie denen, für die Waldkiefer mit Kalk-Blaugras–Erika-Heide typisch wäre.
Das Tal gehört zum Naturschutzgebiet Wildalpener Salzatal.

## Sehenswürdigkeiten und Wanderwege

Lageplan der Wiener Hochquellenleitungen

Bei Brandl steht das Holzäpfeltalaquädukt, ein Aquädukt der 2. Wiener Hochquellleitung, über der hier das Wasser von der Gegend Gußwerk bis Wien läuft. Es steht unter Denkmalschutz.
Durch das Tal führt der Rundwanderweg Krumpenalm, von Wildalpen bis Brandl taleinwärts, und über die Höhe Kräuterhals (709 m ü. A.) nach Brunn-Fischerreith und salza-aufwärts zurück. Von Casari führt ein leichter Weg in das benachbarte Hopfgarten. Durch die Nordwestflanke der Kräuterin führen keine markierten Steige, es ist aber ein Weg über Reiterbaueralm – Buchsattel alpin auf den Hochstadl möglich.